# Maren Mjelde
Maren Mjelde (Bergen, Noruega; 6 de noviembre de 1989) es una futbolista noruega. Juega como Defensa y su equipo actual es el Chelsea F.C. Women de la FA Women's Super League de Inglaterra.

## Clubes
| Club                    | País       | Año         |
| ----------------------- | ---------- | ----------- |
| Arna-Bjørnar            | Noruega    | 2005 - 2012 |
| 1. FFC Turbine Potsdam  | Alemania   | 2013 - 2014 |
| Kopparbergs/Göteborg FC | Suecia     | 2014        |
| Avaldsnes IL            | Noruega    | 2015 - 2016 |
| Chelsea F.C. Women      | Inglaterra | 2016 - 2024 |